# Domenico Bartolucci
Domenico kardinál Bartolucci (7. května 1917, Borgo San Lorenzo – 11. listopadu 2013, Řím) byl italský římskokatolický kněz, hudební skladatel, sbormistr a kardinál.

## Život
Narodil se jako syn cihlářského dělníka. V dětském věku vstoupil Bartolucci do kněžského semináře ve Florencii, kde se stal brzy sborovým zpěvákem. Ve čtrnácti letech začal komponovat své první chrámové skladby a stal se varhaníkem florentské katedrály Santa Maria del Fiore. 23. prosince 1939 byl vysvěcen na kněze Po smrti sbormistra Bagnoliho se stal sbormistrem katedrály a pilně komponoval mše, moteta, madrigaly, varhanní hudbu, ale i světskou komorní hudbu.
V roce 1942 byl vyslán do Říma, aby si prohloubil znalosti církevní hudby. V roce 1947 byl jmenován knězem v diecézi Montefloscoli ve Florencii. Postupně byl zástupcem sbormistra baziliky San Giovanni in Laterano a sbormistrem v bazilice Santa Maria Maggiore. V roce 1952 byl na radu Lorenza Perosiho jmenován zástupcem vedoucího sboru v Sixtinské kapli. Perosi zemřel 12. října 1956 a jeho nástupcem ve funkci sbormistra Sixtinské kaple byl papežem Piem XII. jmenován Domenico Bartolucci (Direttore Perpetuo della Cappella Musicale Pontificia).
Bartolucci ihned po svém nástupu do funkce zahájil zásadní reorganizaci této staleté instituce. V době, kdy jí převzal měly hudební kvality Cappelly Musicale Pontificia Sistina špatnou pověst. Zasloužil se o zlepšení hudebního vzdělání chlapeckého sboru a ve své práci měl výraznou podporu papeže Jana XXIII. Jeho práce byla oceněna i papežem Pavlem VI., který mu udělil titul Prelát jeho svatosti.
Během čtyřiceti let pod Bartolucciho vedením vykonával sbor nejen své povinnosti při papežských liturgiích, ale absolvoval řadu koncertů v celém světě včetně Rakouska, Francie, Belgie, Filipín, Austrálie, Spojených států, Turecka, Polska, Sovětského svazu a Japonska. V letech Druhého vatikánského koncilu se postavil proti opouštění latiny jako liturgického jazyka a zastával názor, že reforma nesmí být nepřátelská vůči chrámové hudbě. Byl považován za nejlepšího interpreta děl Palestriny.
2. října 2010 papež Benedikt XVI. oznámil Kolegiu kardinálů, že na zasedání Papežské konsistoře dne 20. listopadu 2010 bude vyhlášeno rozhodnutí o jmenování Domenica Bartolucciho kardinálem za jeho zásluhy na poli katolické církevní hudby. Byl jmenován kardinálem-jáhnem (nejnižší kardinálský stupeň) ze Santissimi Nomi di Gesù e Maria in Via Lata. Byl mu přidělen kostel Gesù e Maria, který se nachází v Římě na Via del Corso. V té době mu bylo již více než 80 let a nemohl se proto podle motu proprio papeže Pavla VI. zúčastnit volby papeže. Byla mu však papežským rozhodnutím prominuta podmínka, že kardinál musí být jmenován z řad biskupů.
Bartolucci zemřel 11. listopadu 2013 ve věku 96 let. Smuteční mše se konala v bazilice sv. Petra, sloužil ji děkan kolegia kardinálů Angelo Sodano a papež František pronesl řeč na rozloučení, ve které ocenil mimo jiné i hudební mistrovství zemřelého.

## Vyznamenání
- Čestná cena nadace Fondazione Pro Musica e Arte Sacra (25. října 2010)
- Řád zásluh o Italskou republiku (1. srpna 1994)
- Maltézský řád (28. května 2013)
- Řád Božího Hrobu

## Dílo (výběr)
Hudební dílo kardinála Domenica Bartolucciho vyšlo ve 49 dílech v edici Edizioni Cappella Sistina.

### Moteta
- Primo libro dei Mottetti (Antifone Mariane), 30 mottetti a 4 voci e Litanie Lauretane
- Secondo libro dei Mottetti, 25 canti a 1-2-3-4 voci uguali con organo
- Terzo libro dei Mottetti, 44 mottetti a 4 voci
- Quarto libro dei Mottetti, 35 mottetti a 5-6-7-8 voci
- Quinto libro dei Mottetti, 24 mottetti a 4-5-6 voci e organo
- Sesto libro dei Mottetti, 20 mottetti a 4-5-6-7-8 voci a cappella o con organo
- Cantica varia, 7 composizioni a 4-5-6 voci a cappella o con organo
- Sacrae Cantiones, 46 mottetti a più voci

### Hymny
- Hymny, 36 inni a 3-4-5-6 voci per l'anno liturgico
- Magnificat, 4 cantici a 2-3-4 voci a organo e 8 cantici a 5 voci a cappella sugli 8 modi modali
- Vánoční hymny, 26 skladebpro 1 až 6 hlasů
- Pašije, mše, moteta a Responsorium|responsoria pro 4-5 hlasů

### Madrigaly
- Laudi Mariani, 24 laudi a 3-4-7 voci
- Primo libro dei Madrigali, 18 madrigali a 3-4-5-6 voci
- Secondo libro dei Madrigali, 13 madrigali a 3-4 voci e pianoforte
- Miserere, per baritono solo, coro a 6 voci e orchestra; riduzione per canto e pianoforte

### Mše
- Messe (alternate al canto Gregoriano) 8 messe a 4-5 voci
- Primo libro delle Messe, 5 messe a 1-2-3-4 voci
- Secondo libro delle Messe, 5 messe a 2-3-4 voci
- Terzo libro delle Messe, 6 messe a 3-4 voci
- Quarto libro delle Messe (Dominicis infra annum), 5 messe a 3 voci
- Messa Jubilaei, per coro a 4 voci, organo e piccola orchestra (zum Heiligen Jahr 1950 komponiert)
- Messa Assumptionis, a 6 voci con orchestra
- Messa in onore di S. Cecilia, per soprano, coro a 4 voci, organo e piccola orchestra
- Messa pro Defunctis, per soli, coro a 8 voci e orchestra; riduzione per canto e pianoforte
- Messa de Angelis, per soli, coro a 4 voci e orchestra

### Opery a oratoria
- Brunellesco, lyrická opera o třech jednáních pro sbor a orchestr
- Baptisma, poemetto sacro, sbor, 3 sopránové hlasy, kontraalt a orchestr
- La Natività, oratorium pro sóla, osmihlasý sbor a orchestr
- La Passione, oratorium pro sóla, šestihlasý sbor a orchestr
- La tempesta sul lago, oratorium pro sóla, čtyřhlasý až sedmihlasý sbor a orchestr
- Gloriosi Principes, oratorium pro sóla, šestihlasý sbor a orchestr

### Další skladby
- Trittico Mariano, varhany
- Organo, varhany a cembalo
- Sinfonia rustica (Mugellana)
- Koncert e-moll pro klavír a orchestr
- Romanza con variazioni, housle solo
- Sonata in sol pro housle a klavír
- Trio in la pro housle, violoncello a klavír
- Benedictus (k poctě papeže Benedikta XVI.) pro soprán, tříhlasý sbor a orchestr